# Работническо дело
«Рабочее дело» (болг. Работническо Дело) — болгарская ежедневная газета, официальный печатный орган ЦК Болгарской коммунистической партии.

## История
Среди других актуальных вопросов в ходе I расширенного пленума Болгарской коммунистической партии в 1926 году были рассмотрены вопросы расширения легальной деятельности партии, повышения её известности среди рабочих, крестьян и иных слоев населения, а также организация кампании на 1 мая 1927 года и в связи с парламентскими выборами 29 мая 1927 года. В результате, было принято решение о организации издания партийной газеты.
Газета стала преемницей основанной в сентябре 1897 года газеты «Работнически вестник» - печатного органа БРСДП (т.с.).
Первый номер газеты «Работническо дело» вышел 5 марта 1927 года.
До 1 марта 1929 года газета издавалась от одного до трёх раз в неделю, затем стала ежедневной, однако печать номеров в следующие годы неоднократно срывала цензура.
После военного переворота в Болгарии 19 мая 1934 года, с 19 мая 1934 по 9 сентября 1944 БРП(к) и её газета были запрещёны в соответствии с Законом о защите государства. Газета печаталась нелегально, её издание, переписывание и распространение являлись уголовным преступлением и карались тюремным заключением. В общей сложности, до 9 сентября 1944 года 36 редакторов газеты были осуждены на тюремное заключение за её издание.
С 1938 года газета выходила под названием «Работнически вестник».
В 1939 году газета стала центральным печатным органом БРП(к).
В годы Второй мировой войны газета являлась основным печатным изданием коммунистического сопротивления в Болгарии. 18 сентября 1944 года был выпущен первый легальный номер газеты.
В 1952 году газета была награждена орденом Георгия Димитрова.
В 1955 году тираж газеты составлял 450 тыс. экземпляров. По состоянию на начало 1957 года, газета являлась крупнейшим периодическим изданием Болгарии, её тираж составлял 470 тыс. экземпляров.
В 1974 году тираж составлял 750 тыс. экземпляров.
В 1985 году тираж газеты составлял свыше 830 тыс. экземпляров
В 1990 году издание прекращено.
Газета пропагандировала идеи болгарской коммунистической партии, выступала за дружественные отношения с СССР, против участия Болгарии во Второй мировой войне на стороне Германии, резко критиковала правительство и буржуазные партии. На страницах «Работническо дело» был опубликован призыв Георгия Димитрова к созданию Отечественного фронта Болгарии и сама платформа фронта.
Информацию получала от Болгарского телеграфного агентства.

## Редакторы и сотрудники
В числе главных редакторов газеты были:
- Костов, Трайчо
- Поптомов, Владимир (1945—1949)
- Стойков, Атанас (1950—1953)
- Драгомир Асенов (1953—1956)
- Ганев, Димитр
- Боков, Георгий (1958—1976)
- Боков, Филипп

Сотрудниками газеты в разные годы были: Н. Шаблин, С. Бычварова, Д. Методиев

## Награды
- Орден «Георгий Димитров»[6] (дважды)